# Agliano Terme

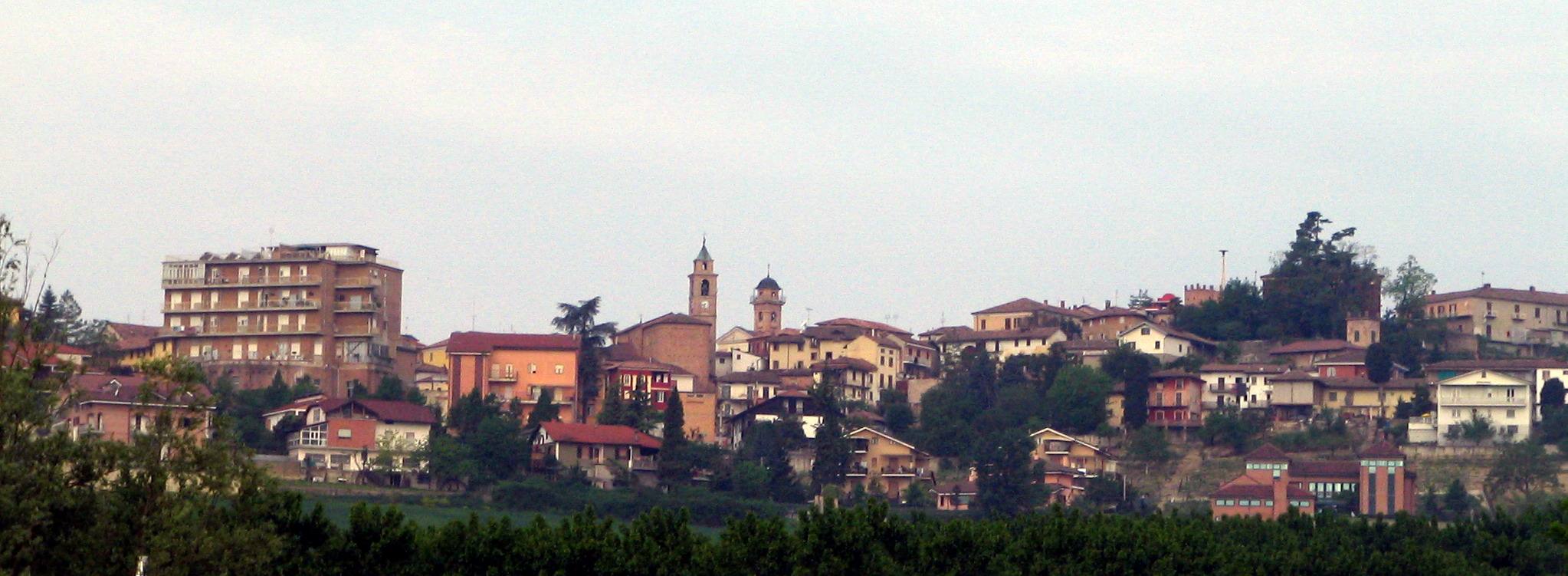

Agliano Terme là một đô thị ở tỉnh Asti vùng Piedmont thuộc Ý, nằm ở vị trí cách khoảng 50 km về phía đông nam của Torino và khoảng 12 km về phía đông nam của Asti. Tại thời điểm ngày 31 tháng 12 năm 2004, đô thị này có dân số 1.658 người và diện tích là 15,4 km².
Agliano Terme giáp các đô thị: Calosso, Castelnuovo Calcea, Costigliole d'Asti, Moasca và Montegrosso d'Asti.